# Maison Tchitcherine
La maison Tchitcherine (en russe : Дом Чичерина) est un monument architectural historique, situé au coin de la perspective Nevski (maison 15) et de la Moïka (maison 59), au Pont Vert dans la ville de Saint-Pétersbourg.

## Histoire
Sur le site de la maison Tchitcherine est construit, dès 1716, selon un projet de l'architecte d'origine suisse Nicolaus Friedrich Härbel (de), une cabine de péage en bois, auquel est adjointe une cour en pierre en 1719. Ces bâtiments sont détruits par le feu lors des incendies des années 1736-1737. Le site est resté ensuite longuement désaffecté.
En 1755, selon le projet de l'architecte Bartolomeo Rastrelli, un vaste palais d'hiver en bois est construit pour l'impératrice Élisabeth Ire. Le palais s'étendait jusqu'à la rue Malaïa Morskaïa. Lorsque le Palais d'Hiver a été achevé, le bâtiment en bois a été démantelé. La rue Bolchaïa Morskaïa se prolonge alors de nouveau jusqu'à la perspective Nevski.
En 1768, ce site est racheté par le général de police Nikolaï Tchitcherine. La maison qui existe aujourd'hui est construite à cette époque. L'auteur du projet n'est pas connu. Les chercheurs attribuent le bâtiment à différents architectes. La version la plus convaincante est celle qui mène à Georg Friedrich Veldten, ancien assistant de Bartolomeo Rastrelli pour la construction du Palais d'Hiver. Ceci expliquerait que les divisions architecturales de la maison Tchitcherine font écho aux façades du Palais d'Hiver. Le style des façades de la maison passe du baroque au classicisme primitif, ce qui se retrouve dans d'autres réalisations de Veldten : le Petit Ermitage (en particulier le pavillon sud), l'église arménienne de la perspective Nevski, etc.
Au XIXe siècle, la maison est transformée à plusieurs reprises. Dans les années 1810, sur demande du nouveau propriétaire, le prince Alexandre Kourakine, l'architecte Vassili Stassov y ajoute, dans des formes strictes et classiques, une aile donnant dans la rue Bolchaïa Morskaïa. En 1858, les propriétaires de l'époque, les marchands Elisseïev, font reconstruire la maison par l'architecte Nikolaï Grebionka.

## Architecture

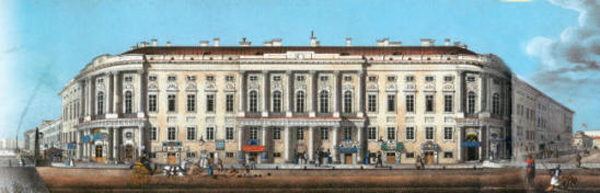
vue panoramique en 1830 de Vassili Sadovnikov, 1830

Le bâtiment est l'un des premiers exemples de classicisme précoce. La colonnade à deux étages imitant celle du Palais d'Hiver est une caractéristique de la maison. La partie inférieure est d'ordre toscan, celle de l'étage est composite. À la fin du XIXe siècle, de nombreuses ailes ont été ajoutées.
La décoration originale, dans le style classique primitif, n'a pas été conservée. Dans les années 1810, selon un projet de l'architecte Vassili Stassov, est ajoutée une aile de style classique surplombant la rue Bolchaïa Morskaïa.
En 1858, la maison devient la propriété des marchands Elisseïev. Le maître des lieux est Stepan Elisseïev, grand mécène et collectionneur d'art. Une collection d'œuvres du sculpteur français Auguste Rodin, exposée maintenant au Musée de l'Ermitage, provient de la maison de Stepan Elisseïev. La même année 1858, selon le projet de l'architecte Nikolaï Grebionka, des modifications sont apportées au bâtiment. Les fenêtres ovales de la façade principale sont remplacées par des fenêtres rectangulaires et les colonnes du niveau supérieur sont remplacées par des pylônes. En 1902, une rénovation est réalisée du côté de la Moïka.

## Personnalités
De 1780 à 1783, l'architecte Giacomo Quarenghi vit dans la maison.
Le poète Alexandre Pouchkine y est souvent passé, Alexandre Griboïedov et Wilhelm Küchelbecker y ont vécu et Fiodor Dostoïevski y a organisé des soirées littéraires.
Dans le roman Eugène Onéguine, Pouchkine conduit Onéguine au restaurant Talon, qui se trouve dans cette maison, et il y rencontre Piotr Kavérine.
Dans les années 1830-1860, l'édifice abritait une librairie (« le Salon littéraire français », ainsi que des appartements familiaux au 3e étage, et une imprimerie appartenant à Adolphe Pluchart, premier éditeur de la comédie Le Revizor de Gogol, de la traduction en russe de Faust et d'une encyclopédie inachevée qui rassemblait un collectif d'auteurs.

## Époque soviétique
De 1919 à 1923, la maison Elisseïev devient la Maison des arts à l'initiative de Maxime Gorki. C'est là que travailleront Korneï Tchoukovski, Nikolaï Goumilev, Mikhaïl Zochtchenko, Vsevolod Rojdestvenski, Kouzma Petrov-Vodkine. Gorki y présente Alexandre Blok, Andreï Biély, Anna Akhmatova, Fiodor Sologoub, Vladimir Maïakovski, H. G. Wells. Alexandre Grine écrit en 1923 Les voiles écarlates. Le 3 août 1921, Nikolaï Goumilev y est arrêté. Il est exécuté quelques jours plus tard par la Tchéka. La vie qu'y ont mené les artistes a été décrite par l'écrivaine Olga Forche dans son roman La Nef des fous.
En 1923, s'ouvre un cinéma Bande lumineuse (Svetlaïa Lenta) devenu en 1931 Barricade. Dans les années 1920, les films muets étaient accompagnés de musique sur scène. À la Bande lumineuse un étudiant du conservatoire travaillait comme pianiste : Dmitri Chostakovitch. Il n'y a pas travaillé longtemps et est rapidement renvoyé parce qu'il distrayait trop le public avec sa musique et le détournait de l'écran. Le cinéma Barricade n'a pas cessé de fonctionner pendant le long siège de Léningrad.

## Époque actuelle

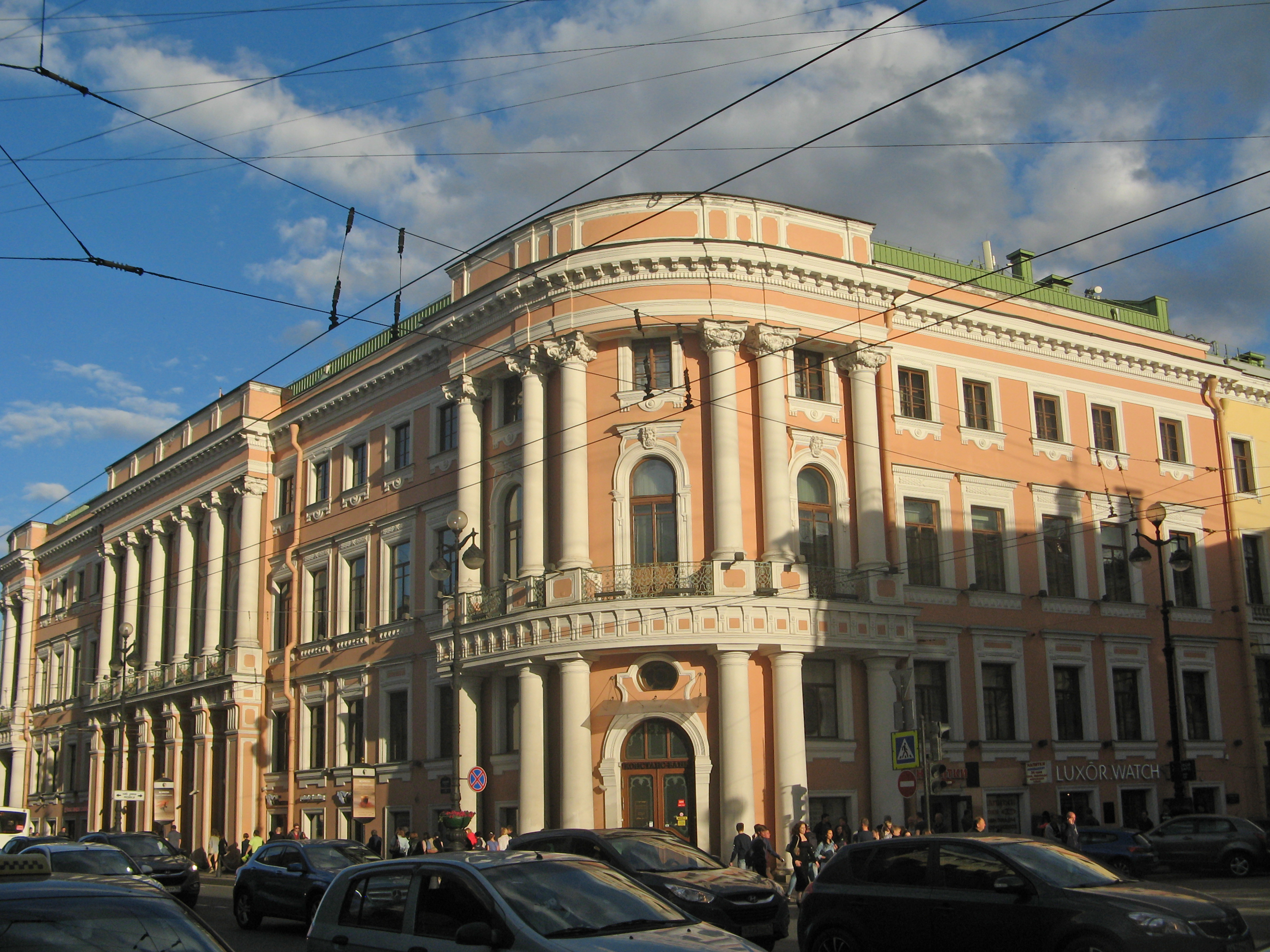
perspective Nevski 15 en 2016

De 1995 à 2003, la compagnie Talion a reconstruit la partie de l'immeuble du côté de la Moïka. L'hôtel Palace Elisseïev (devenu plus tard Hôtel impérial Talion) a réaménagé les intérieurs et les façades de la propriété Elisseïev.
Le 14 décembre 2004, par un décret du gouvernement de Saint-Pétersbourg, la propriété de la maison Tchitcherine a été transférée pour restauration du corpus à la compagnie Talion. De nouveaux espaces de vente y sont aménagés et la capacité de l'hôtel est relevée. Les travaux ont lieu entre 2005 et 2010.
Les cours intérieures ont été reconstruites et l'escalier d'apparat a été restauré et intégré au nouveau bâtiment.
Au niveau des mansardes a été installée une piscine. Les défenseurs de la préservation de la ville n'en voulaient pas, mais elle n'est pas visible depuis la perspective Nevski, ce qui a permis aux autorités d'accepter cette installation. Les travaux de reconstruction ont malgré tout été considérés par un certain nombre d'organismes publics comme du vandalisme ,. 